# Fukusai-ji
Fukusai-ji (jap. 福済寺), także Mauzoleum Wszystkich Narodów (jap. には万国霊廟) – świątynia buddyjska szkoły ōbaku w Nagasaki, w Japonii. Ma nietypową formę ogromnego żółwia.

## Historia
Zbudowana przez Chińczyków w latach 20. XVII wieku w stylu dynastii Ming; zawierała kilka cennych budynków uznawanych za skarby narodowe. Na skutek ataku atomowego na Nagasaki 9 sierpnia 1945 całkowicie spłonęła. Została odbudowana w 1979 jako mauzoleum ofiar wojny w zupełnie innej formie, nietypowej dla świątyń buddyjskich. Budynek ma kształt wielkiego żółwia na którym stoi posąg bogini miłosierdzia Kannon wysokości 18 m. Wewnątrz świątyni znajduje się wahadło Foucaulta. Są tu pochowane popioły 16500 ofiar wojny. Codziennie o godzinie 11.02 rozlegają się dzwony dla upamiętnienia ofiar zrzucenia bomby atomowej. 

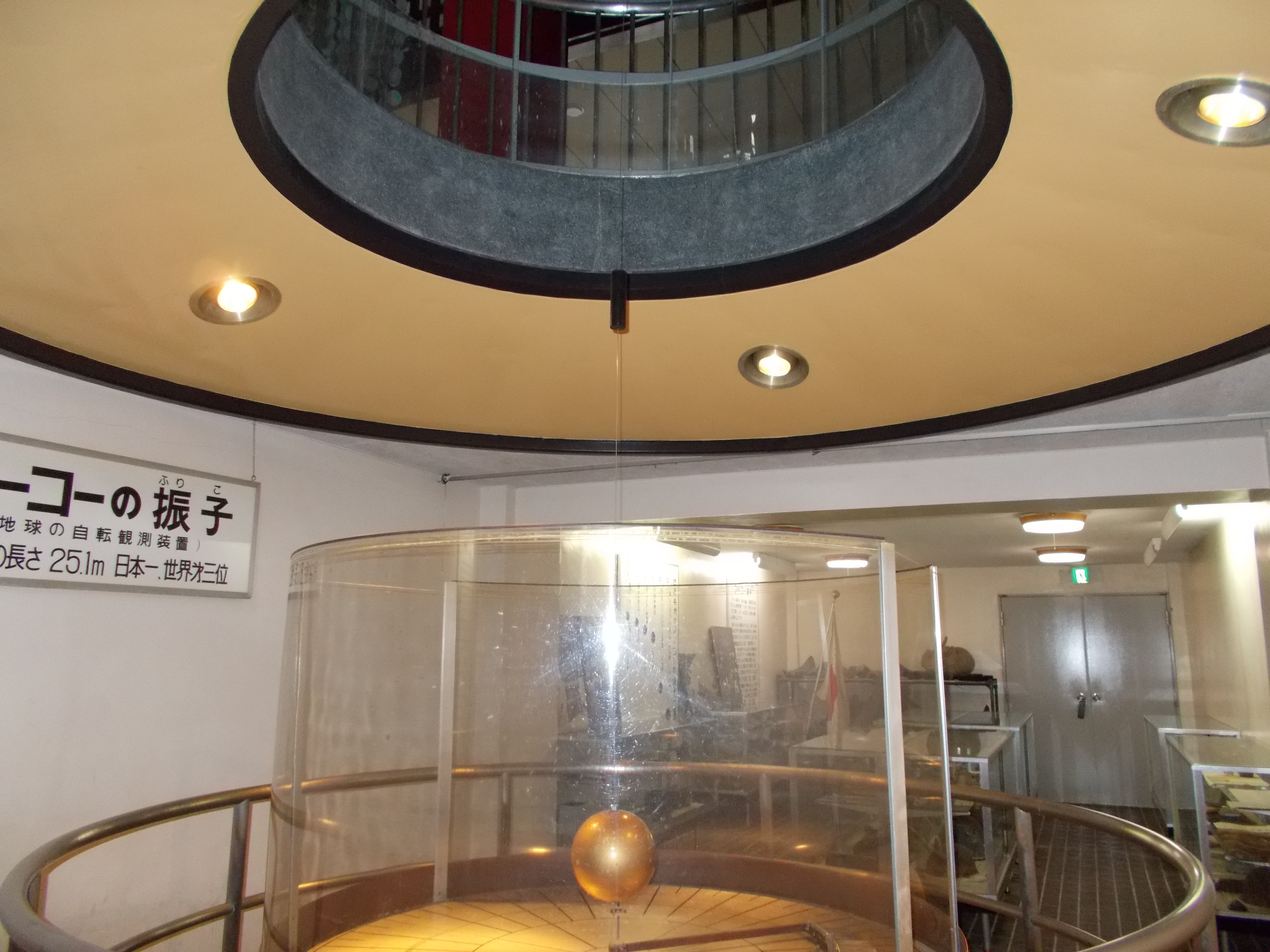
wahadło
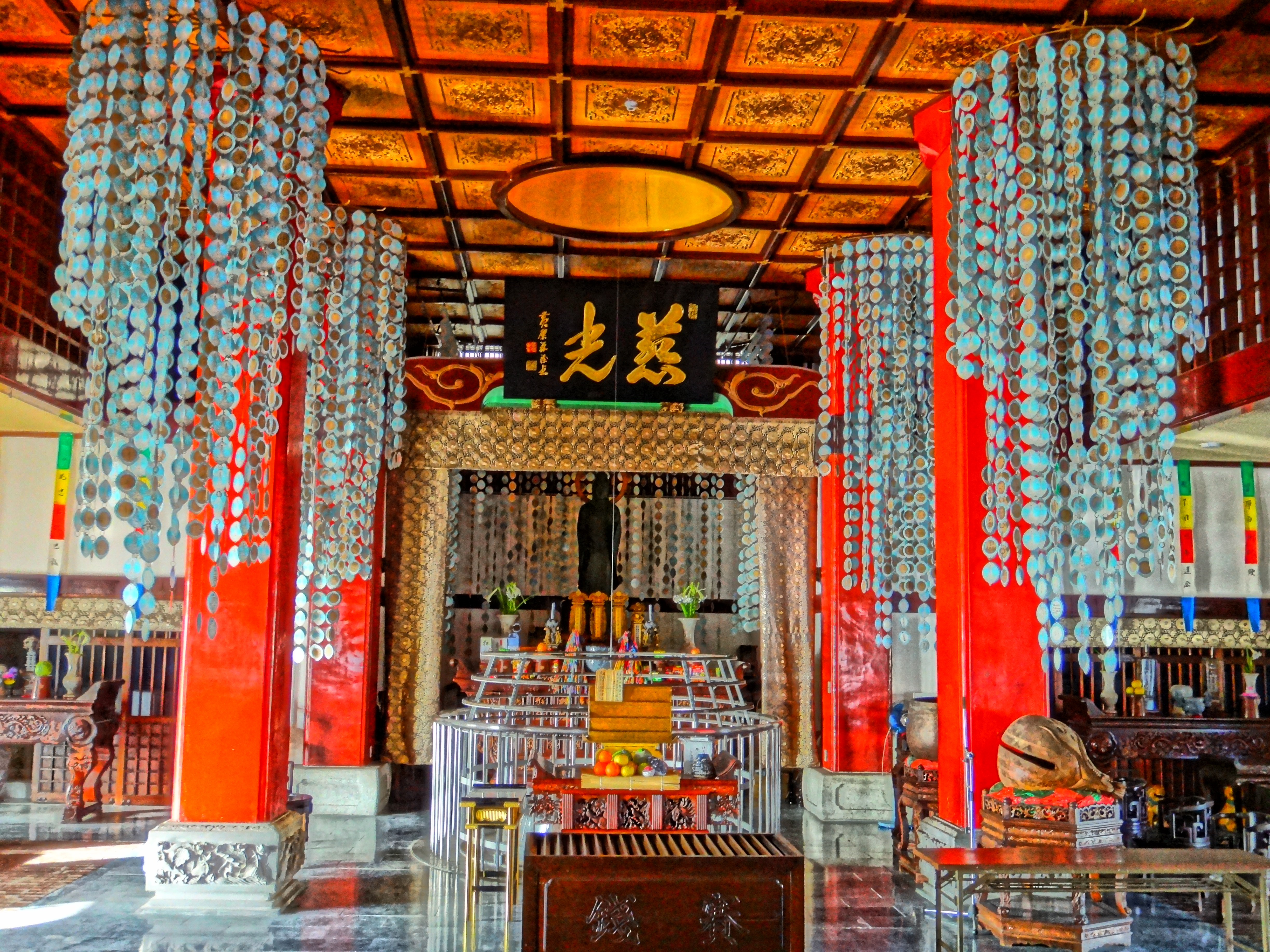
wnętrze